# Elsa Galarza
Elsa Patricia Galarza Contreras (Lima, 1963) es una economista peruana. Fue Ministra del Ambiente del Perú, durante el Gobierno de Pedro Pablo Kuczynski, desde el 28 de julio de 2016 al 2 de abril de 2018.

## Carrera
Bachiller y licenciada en Economía por la Universidad del Pacífico (Lima). Tiene una maestría en Economía Agrícola por la Universidad Estatal de Iowa.
Fue viceministra de Pesquería del Ministerio de la Producción del Perú durante el segundo gobierno de Alan García (2009-2010), asesora del Despacho Ministerial del Ministerio de Economía y Finanzas del Perú (2010) y miembro del Grupo Multisectorial a cargo de la creación del Ministerio del Ambiente del Perú.
Ha sido también consultora del Banco Mundial, del Banco Interamericano de Desarrollo (BID), de la Organización de las Naciones Unidas para la Alimentación y la Agricultura (FAO) y de la Corporación Andina de Fomento (CAF), entre otras instituciones.
En el campo de la docencia, ha sido profesora principal del Departamento Académico de Economía de la Universidad del Pacífico y directora del Centro de Investigación de la misma casa de estudios (CIUP).

### Ministra del Ambiente del Perú
El 15 de julio de 2016, el presidente electo Pedro Pablo Kuczynski dio a conocer su nombramiento como ministro del Ambiente de su gobierno,   siendo así la primera mujer en ser elegida para asumir dicho despacho.
El 28 de julio de 2016, durante la toma de mando, juró su cargo en una ceremonia realizada en el patio de honor del Palacio de Gobierno, al aire libre y a la vista del público.
El 2 de agosto de 2016 asumió sus funciones al frente del Ministerio, en el que reemplaza a Manuel Pulgar-Vidal.